# Morti nel 2000/Giugno
| Questa pagina contiene informazioni ricavate automaticamente dalle voci biografiche con l'ausilio del template Bio e di un bot. L'aggiornamento è periodico e automatico e ricostruisce completamente la pagina. Se manca una persona in questa lista, sei pregato di non aggiungerla, ma accertati piuttosto che la sua voce biografica contenga il template Bio e che i dati anagrafici siano correttamente compilati. Se il template Bio manca, inseriscilo tu stesso o, in alternativa, metti l'avviso {{tmp\|Bio}} che ne segnala la mancanza. Se i dati riportati sono sbagliati, correggi direttamente la voce biografica; le modifiche saranno visibili in questa lista entro pochi giorni. Per chiarimenti vedi il progetto biografie. La lista contiene solo le 108 persone che sono citate nell'enciclopedia e per le quali è stato implementato correttamente il template Bio. Pagina aggiornata al 10 giu 2025. |

- 1º giugno - Guy Fau, scrittore francese (n. 1909)
- 1º giugno - Everett Swank, cestista statunitense (n. 1913)
- 2 giugno - Paolo Barile, giurista, politico e avvocato italiano (n. 1917)
- 2 giugno - Svjatoslav Nikolaevič Fëdorov, medico e politico russo (n. 1927)
- 2 giugno - Jean Henriet, schermidore belga (n. 1932)
- 2 giugno - Gerald James Whitrow, matematico, cosmologo e storico della scienza britannico (n. 1912)
- 2 giugno - Michail Abramovič Švejcer, regista cinematografico sovietico (n. 1920)
- 3 giugno - Fabio Danti, pilota automobilistico italiano (n. 1967)
- 3 giugno - Jim Harding, allenatore di pallacanestro statunitense (n. 1924)
- 3 giugno - Paul Huỳnh Đông Các, vescovo cattolico vietnamita (n. 1923)
- 3 giugno - Nevena Kokanova, attrice bulgara (n. 1938)
- 3 giugno - Merton Miller, economista statunitense (n. 1923)
- 4 giugno - Takashi Kano, calciatore giapponese (n. 1920)
- 4 giugno - Tullio Lauro, allenatore di pallacanestro, giornalista e telecronista sportivo italiano (n. 1946)
- 4 giugno - Paul Zoungrana, cardinale e arcivescovo cattolico burkinabé (n. 1917)
- 5 giugno - Jeanne Hersch, filosofa svizzera (n. 1910)
- 5 giugno - Franco Rossi, regista, sceneggiatore e direttore del doppiaggio italiano (n. 1919)
- 5 giugno - Federico Troiani, tastierista, cantautore e compositore italiano (n. 1947)
- 6 giugno - Frédéric Dard, scrittore francese (n. 1921)
- 6 giugno - Ruggero De Daninos, attore italiano (n. 1931)
- 6 giugno - Arnie Johnson, cestista statunitense (n. 1920)
- 6 giugno - Håkan Lidman, ostacolista svedese (n. 1915)
- 6 giugno - Maria Laura Mainetti, religiosa e educatrice italiana (n. 1939)
- 6 giugno - William McMillan, tiratore a segno statunitense (n. 1929)
- 7 giugno - Rino Di Cera, cestista italiano (n. 1927)
- 7 giugno - Carlo Jacono, illustratore e pittore italiano (n. 1929)
- 7 giugno - Josef Kozák, pallavolista e allenatore di pallavolo cecoslovacco (n. 1920)
- 7 giugno - Guido Torrigiani, matematico e politico italiano (n. 1920)
- 7 giugno - Barbara Jo Walker, modella statunitense (n. 1926)
- 8 giugno - Andy Aitken, calciatore scozzese (n. 1919)
- 8 giugno - Jacqueline Lorient, schermitrice francese (n. 1928)
- 8 giugno - Pierluigi Spadolini, architetto e designer italiano (n. 1922)
- 9 giugno - John Abramovic, cestista statunitense (n. 1919)
- 9 giugno - Angelo Bonfiglio, politico italiano (n. 1928)
- 9 giugno - Shay Brennan, allenatore di calcio e calciatore irlandese (n. 1937)
- 9 giugno - Paolo Frajese, giornalista e conduttore televisivo italiano (n. 1939)
- 9 giugno - Fernando Inciarte, filosofo e scrittore spagnolo (n. 1929)
- 9 giugno - Ernst Jandl, poeta, scrittore e traduttore austriaco (n. 1925)
- 9 giugno - Jacob Lawrence, pittore statunitense (n. 1917)
- 9 giugno - Cristoforo Moscioni Negri, scrittore italiano (n. 1918)
- 9 giugno - George Segal, scultore statunitense (n. 1924)
- 9 giugno - Alfred Weidenmann, regista, scenografo e produttore cinematografico svizzero (n. 1918)
- 10 giugno - Hafiz al-Asad, politico e militare siriano (n. 1930)
- 11 giugno - Lew Gallo, attore, produttore televisivo e produttore cinematografico statunitense (n. 1928)
- 11 giugno - Karl-Heinz Holze, calciatore tedesco orientale (n. 1930)
- 11 giugno - Ruth Rubin, cantante e poetessa canadese (n. 1906)
- 12 giugno - Hellmuth Costard, regista e sceneggiatore tedesco (n. 1940)
- 12 giugno - Carlo Lenci, calciatore italiano (n. 1928)
- 12 giugno - Bruno Martino, cantante, compositore e pianista italiano (n. 1925)
- 12 giugno - Dave Russell, allenatore di calcio e calciatore scozzese (n. 1914)
- 13 giugno - Robert Dienst, calciatore austriaco (n. 1928)
- 13 giugno - Hervé Le Boterf, scrittore e giornalista francese (n. 1921)
- 13 giugno - Herbert Maschke, calciatore tedesco orientale (n. 1930)
- 13 giugno - Matteo Matteotti, giornalista, politico e partigiano italiano (n. 1921)
- 13 giugno - Jock Shaw, calciatore scozzese (n. 1912)
- 14 giugno - Attilio Bertolucci, poeta italiano (n. 1911)
- 14 giugno - Uriah Jones, schermidore statunitense (n. 1924)
- 15 giugno - Heinrich Fichtenau, storico e diplomatista austriaco (n. 1912)
- 15 giugno - Paul Young, cantante e compositore britannico (n. 1947)
- 16 giugno - Roby Crispiano, cantautore italiano (n. 1938)
- 16 giugno - Giovanni Faccenda, calciatore italiano (n. 1907)
- 16 giugno - Valentino Gerratana, filosofo italiano (n. 1919)
- 16 giugno - Imperatrice Kōjun, nobile giapponese (n. 1903)
- 16 giugno - Tranquillo Scudellaro, ciclista su strada italiano (n. 1930)
- 16 giugno - Mike Silliman, cestista statunitense (n. 1944)
- 17 giugno - Miguel Candela, violinista e docente francese (n. 1914)
- 17 giugno - Vittore Catella, ingegnere, politico e dirigente sportivo italiano (n. 1910)
- 17 giugno - William Dodgin Jr., calciatore e allenatore di calcio inglese (n. 1931)
- 17 giugno - André Vacheresse, cestista e allenatore di pallacanestro francese (n. 1927)
- 18 giugno - Nancy Marchand, attrice statunitense (n. 1928)
- 18 giugno - Piero Pratesi, giornalista e politico italiano (n. 1925)
- 18 giugno - Guy Pérol, regista, sceneggiatore e produttore cinematografico francese (n. 1929)
- 18 giugno - Boris Vasil'ev, pistard russo (n. 1937)
- 19 giugno - Noboru Takeshita, politico giapponese (n. 1924)
- 20 giugno - Giuseppe Gentile, veterinario italiano (n. 1927)
- 21 giugno - Ion Alecsandrescu, calciatore e dirigente sportivo rumeno (n. 1928)
- 21 giugno - Ronny Coutteure, attore, sceneggiatore e regista belga (n. 1951)
- 21 giugno - Fausto Saraceni, produttore cinematografico, regista e sceneggiatore italiano (n. 1920)
- 21 giugno - John Simpson, calciatore inglese (n. 1918)
- 22 giugno - Onofrio Bramante, pittore e fumettista italiano (n. 1926)
- 22 giugno - Michel Droit, romanziere e giornalista francese (n. 1923)
- 23 giugno - Hennadij Čečuro, cestista sovietico (n. 1939)
- 23 giugno - Philippe Chatrier, tennista, giornalista e dirigente sportivo francese (n. 1926)
- 23 giugno - Enrico Cuccia, banchiere italiano (n. 1907)
- 23 giugno - Peter Dubovský, calciatore slovacco (n. 1972)
- 23 giugno - Cesare Marangoni, politico italiano (n. 1924)
- 23 giugno - Ermanno Nogler, sciatore alpino e allenatore di sci alpino italiano (n. 1921)
- 23 giugno - Jerónimo José Podestá, vescovo cattolico argentino (n. 1920)
- 23 giugno - Jerome Richardson, sassofonista, flautista e clarinettista statunitense (n. 1920)
- 23 giugno - Leo Wätcher, dirigente d'azienda e impresario teatrale italiano (n. 1922)
- 24 giugno - Vera Atkins, agente segreto britannico (n. 1908)
- 24 giugno - Hanna Batatu, storico palestinese (n. 1926)
- 24 giugno - Rodrigo Bueno, cantautore argentino (n. 1973)
- 24 giugno - Vintilă Cossini, calciatore rumeno (n. 1913)
- 24 giugno - Mike Todorovich, cestista e allenatore di pallacanestro statunitense (n. 1923)
- 24 giugno - David Tomlinson, attore britannico (n. 1917)
- 25 giugno - Ermenegildo Bertola, politico italiano (n. 1909)
- 25 giugno - Wilson Simonal, cantante brasiliano (n. 1939)
- 25 giugno - Judith Wright, poetessa australiana (n. 1915)
- 26 giugno - Pier Carpi, fumettista, scrittore e regista italiano (n. 1940)
- 27 giugno - Larry Kelley, giocatore di football americano statunitense (n. 1915)
- 27 giugno - Pierre Pflimlin, politico francese (n. 1907)
- 27 giugno - Tobin Rote, giocatore di football americano statunitense (n. 1928)
- 28 giugno - Nils Poppe, attore e comico svedese (n. 1908)
- 29 giugno - Vittorio Gassman, attore e regista italiano (n. 1922)
- 29 giugno - Germaine Montero, attrice e cantante francese (n. 1909)
- 29 giugno - Arnie Weinmeister, giocatore di football americano canadese (n. 1923)
- 30 giugno - Ampelio Sartor, canottiere italiano (n. 1921)